# Bruno Costa
Pour les articles homonymes, voir Costa.
Bruno Costa, de son nom complet Bruno Xavier Almeida Costa, est un footballeur portugais né le 19 avril 1997 à Oliveira de Azeméis. Il évolue au poste de milieu de terrain au Gyeongnam FC.

## Biographie

### En club

#### Début de carrière au FC Porto
Il est issu du centre de formation du FC Porto. Il dispute notamment avec ce club deux rencontres de Ligue des champions de l'UEFA en 2018 et en 2019, toutes contre le Liverpool FC,.

#### Départ de Porto et prêt à Paços de Ferreira
Il est transféré à Portimão en janvier 2020. À l'été 2020, il est prêté à Paços de Ferreira où il réalise une très bonne saison 2020-2021. Ses performances lui permettent de retourner au FC Porto contre 2,5 millions d'euros en juillet 2021.

#### Retour à Porto
Il dispute douze matchs durant la saison 2021-2022, alternant le poste de milieu et de latéral droit. Son début de saison 2022-2023 ne satisfait pas Sérgio Conceição, le coach de Porto, qui le retire du groupe de l'équipe première à partir de janvier 2023. Bruno Costa joue donc avec l'équipe B de son club depuis, en deuxième division portugaise.

### En équipe nationale
Avec les moins de 20 ans, il participe à la Coupe du monde des moins de 20 ans en 2017. Lors du mondial junior organisé en Corée du Sud, il joue deux matchs. Il s'illustre lors du huitième de finale disputé face au pays organisateur, en inscrivant un but et en délivrant une passe décisive. Le Portugal s'incline en quart de finale face à l'Uruguay après une séance de tirs au but.
Il joue son premier match avec les espoirs portugais le 25 mai 2018, en amical contre l'Italie, où il joue 45 minutes (victoire 3-2).

## Statistiques
| Saison                | Club                        | Championnat           | Championnat | Championnat | Championnat | Coupe nationale | Coupe nationale | Coupe nationale | Coupe de la Ligue | Coupe de la Ligue | Coupe de la Ligue | Supercoupe | Supercoupe | Supercoupe | Compétition(s) continentale(s) | Compétition(s) continentale(s) | Compétition(s) continentale(s) | Compétition(s) continentale(s) | Total | Total | Total |
| Saison                | Club                        | Division              | M.          | B.          | P.d.        | M.              | B.              | P.d.            | M.                | B.                | P.d.              | M.         | B.         | P.d.       | Comp.                          | M.                             | B.                             | P.d.                           | M.    | B.    | P.d.  |
| 2016-2017             | FC Porto B                  | Segunda Liga          | 6           | 0           | 0           | -               | -               | -               | -                 | -                 | -                 | -          | -          | -          | -                              | -                              | -                              | -                              | 6     | 0     | 0     |
| 2017-2018             | FC Porto B                  | Segunda Liga          | 31          | 3           | 3           | -               | -               | -               | -                 | -                 | -                 | -          | -          | -          | -                              | -                              | -                              | -                              | 31    | 3     | 3     |
| 2018-2019             | FC Porto B                  | Segunda Liga          | 14          | 1           | 0           | -               | -               | -               | -                 | -                 | -                 | -          | -          | -          | -                              | -                              | -                              | -                              | 14    | 1     | 0     |
| Sous-total            | Sous-total                  | Sous-total            | 51          | 4           | 3           | 0               | 0               | 0               | 0                 | 0                 | 0                 | 0          | 0          | 0          | -                              | 0                              | 0                              | 0                              | 51    | 4     | 3     |
| 2017-2018             | FC Porto                    | Primeira Liga         | -           | -           | -           | -               | -               | -               | -                 | -                 | -                 | -          | -          | -          | C1                             | 1                              | 0                              | 0                              | 1     | 0     | 0     |
| 2018-2019             | FC Porto                    | Primeira Liga         | 2           | 0           | 0           | -               | -               | -               | 2                 | 0                 | 0                 | -          | -          | -          | C1                             | 2                              | 0                              | 0                              | 6     | 0     | 0     |
| 2019-2020             | FC Porto                    | Primeira Liga         | 2           | 0           | 0           | 1               | 0               | 0               | 2                 | 0                 | 1                 | -          | -          | -          | C3                             | 1                              | 0                              | 0                              | 6     | 0     | 1     |
| Sous-total            | Sous-total                  | Sous-total            | 4           | 0           | 0           | 1               | 0               | 0               | 4                 | 0                 | 1                 | 0          | 0          | 0          | -                              | 4                              | 0                              | 0                              | 13    | 0     | 1     |
| 2019-2020             | Portimonense SC             | Primeira Liga         | 17          | 0           | 0           | -               | -               | -               | -                 | -                 | -                 | -          | -          | -          | -                              | -                              | -                              | -                              | 17    | 0     | 0     |
| Sous-total            | Sous-total                  | Sous-total            | 17          | 0           | 0           | 0               | 0               | 0               | 0                 | 0                 | 0                 | 0          | 0          | 0          | -                              | 0                              | 0                              | 0                              | 17    | 0     | 0     |
| 2020-2021             | FC Paços de Ferreira (prêt) | Primeira Liga         | 31          | 4           | 2           | 2               | 0               | 1               | -                 | -                 | -                 | -          | -          | -          | -                              | -                              | -                              | -                              | 33    | 4     | 3     |
| Sous-total            | Sous-total                  | Sous-total            | 31          | 4           | 2           | 2               | 0               | 1               | 0                 | 0                 | 0                 | 0          | 0          | 0          | -                              | 0                              | 0                              | 0                              | 33    | 4     | 3     |
| 2021-2022             | FC Porto                    | Primeira Liga         | 12          | 0           | 0           | 3               | 0               | 1               | 2                 | 0                 | 0                 | -          | -          | -          | C1+C3                          | 1+3                            | 0                              | 0                              | 21    | 0     | 1     |
| 2022-2023             | FC Porto                    | Primeira Liga         | 6           | 0           | 1           | 2               | 1               | 1               | 1                 | 0                 | 0                 | 1          | 0          | 0          | C1                             | 3                              | 0                              | 0                              | 13    | 1     | 2     |
| Sous-total            | Sous-total                  | Sous-total            | 18          | 0           | 1           | 5               | 1               | 2               | 3                 | 0                 | 0                 | 1          | 0          | 0          | -                              | 7                              | 0                              | 0                              | 34    | 1     | 3     |
| Total sur la carrière | Total sur la carrière       | Total sur la carrière | 121         | 8           | 6           | 8               | 1               | 3               | 7                 | 0                 | 1                 | 1          | 0          | 0          | -                              | 11                             | 0                              | 0                              | 148   | 9     | 10    |

## Palmarès
FC Porto B
- Champion du Portugal de deuxième division en 2016.

 FC Porto
- Champion du Portugal en 2020 et 2022.
  - Vice-champion du Portugal en 2023.
- Vainqueur de la Coupe du Portugal en 2020, 2022 et 2023.
- Vainqueur de la Supercoupe du Portugal en 2022.
- Vainqueur de la Coupe de la Ligue en 2023.